# 加拿大内容
加拿大内容（英語：Canadian Content，缩写为CanCon，cancon或can-con）是指加拿大廣播電視及通訊委員會根据《加拿大广播法》提出的要求，即广播电台和电视广播机构（包括有线电视和专业频道）必须制作和播出一定比例由加拿大人撰写，制作，呈现或以其他方式贡献的内容。加拿大内容也指这些具有这些元素的内容，更广义的说，加拿大内容是指具有加拿大性质的文化创意内容。
目前，加拿大要求以英语和法语播音的广播电台和商業廣播中的流行歌曲至少有35%是加拿大内容，加拿大廣播公司播出的流行音乐则必须有50%是加拿大内容，流行歌曲外的音乐的加拿大内容必须达到10%，古典音乐的加拿大内容占比必须达到25%，爵士乐和藍調的加拿大内容占比必须达到20%。
失去保护性的加拿大内容配额是加拿大对跨太平洋夥伴關係協議的担忧之一。